# Gulżan Isanowa
Gulżan Isanowa (ros. Гульжан Исанова; ur. 12 września 1983) – kazachska judoczka. Dwukrotna olimpijka. Zajęła siódme miejsce w Londynie 2012 i dziewiąte w Pekinie 2008. Walczyła w wadze ciężkiej.
Uczestniczka mistrzostw świata w 2005, 2007, 2009, 2010, 2013, 2015, 2017 i 2018. Startowała w Pucharze Świata w latach 2009-2012 i 2015. Brązowa medalistka igrzysk azjatyckich w 2006, 2010 i 2018. Zdobyła dziewięć medali na mistrzostwach Azji w latach 2007 - 2017. Trzecia na uniwersjadzie w 2009 roku. 

## Letnie Igrzyska Olimpijskie 2008
| Konkurencja | Eliminacje                | Eliminacje              | Repasaże                        | Klas. końcowa |
| Konkurencja | Przeciwnik I              | Przeciwnik II           | Przeciwnik I                    | Miejsce       |
| ----------- | ------------------------- | ----------------------- | ------------------------------- | ------------- |
| +78 kg      | Urszula Sadkowska (POL) Z | Lucija Polavder (SLO) P | Dordżgotowyn Cerenchand (MGL) P | 9.            |

## Letnie Igrzyska Olimpijskie 2012
| Konkurencja | Eliminacje           | Eliminacje            | Repasaże               | Klas. końcowa |
| Konkurencja | Przeciwnik I         | 1/4                   | Przeciwnik I           | Miejsce       |
| ----------- | -------------------- | --------------------- | ---------------------- | ------------- |
| +78 kg      | Kim Na-young (KOR) Z | Karina Bryant (GBR) P | Maria Altheman (BRA) P | 7.            |